# Eliphalet Oram Lyte
Eliphalet Oram Lyte (1842-1913) fue un profesor estadounidense, autor de libros de composición y gramática. Se le atribuye la composición de la canción popular Row, Row, Row Your Boat (Rema, Rema, Rema Tu Barca), en la publicación The Franklin Square Song Collection (1881, New York). También adaptó varias canciones previamente publicadas a diferentes melodías.
Lyte nació en el Condado de Lancaster, Pensilvania, pero trabajó principalmente en Millersville, Pensilvania, donde además falleció.

## Obra

### Algunas publicaciones
Entre sus libros de texto destacan:
- Grammar and Composition for Common Schools
- Advanced Grammar and Composition